# Norotío
Norotío är en ort i Mexiko.   Den ligger i kommunen Guasave och delstaten Sinaloa, i den västra delen av landet, 1 200 km nordväst om huvudstaden Mexico City. Norotío ligger 30 meter över havet och antalet invånare är 204.
Terrängen runt Norotío är mycket platt. Runt Norotío är det ganska tätbefolkat, med 100 invånare per kvadratkilometer. Närmaste större samhälle är Guasave, 14,1 km väster om Norotío. Trakten runt Norotío består till största delen av jordbruksmark.